# Cuvillierella
Cuvillierella es un género de foraminífero bentónico considerado un sinónimo posterior de Globobulimina de la familia Buliminidae, de la superfamilia Buliminoidea, del suborden Buliminina y del orden Buliminida. Su especie tipo era Cuvillierella saubriguensis. Su rango cronoestratigráfico abarcaba el Langhiense (Mioceno medio).

## Discusión
Clasificaciones previas incluían Cuvillierella en el suborden Rotaliina del orden Rotaliida.

## Clasificación
Cuvillierella incluía a la siguiente especie:
- Cuvillierella saubriguensis †